# Rogeria subarmata
Rogeria subarmata är en myrart som först beskrevs av Kempf 1961.  Rogeria subarmata ingår i släktet Rogeria och familjen myror. Inga underarter finns listade i Catalogue of Life.